# Lanying Lin
Lanying Lin (transliteración 林兰英)  (7 de febrero de 1918 – 4 de marzo de 2003) fue una científica china en el campo de la ingeniería de materiales. Nació en Putian, provincia Fujian, sur de China. Es considerada la Madre de los Materiales Aeroespaciales y la Madre de los Materiales Semiconductores en China. Nació en una familia prestigiosa, profundamente influida por la creencia de que la mujer no necesitaba una educación. Por ello, no asistió a la escuela primaria. Pero ella luchó contra su familia por un cambio y consiguió la posibilidad de iniciar una educación formal. Se graduó por la Universidad cristiana de Fujian, con un grado de B.A. en Física. A los treinta años, asistió a la Dickinson University y ganó otro grado en matemáticas. En 1955, recibió el doctorado en Física del estado sólido por la Universidad de Pensilvania, convirtiéndose en la primera persona china en cien años en ganar el doctorado en esa universidad. En 1957, regresó a China y fue asignada para ser investigadora en el Instituto de Física CAS. Luego se mudó al Instituto de Semiconductores CAS y ocupó toda su vida con investigaciones en esa institución.

## Opiniones sobre asuntos de género[2]
Durante su vida, afrontó muchas dificultades por ser mujer. Después de volver de EE. UU., se unió a la Federación de Mujeres de China. Dio muchas conferencias y hablaba sobre asuntos de género. Creyó que en el campo de la ciencia, mujeres y hombres son iguales.

## Atribuciones y honores[3]
- 1957: hizo el primer germanio monocristalino (N-estilo y P-estilo) en China, sentando las bases para el desarrollo del radio transistor.
- 1958: fabrica el antimoniuro de galio monocristalino
- 1958: noviembre, fabricado el primer silicio cristalino
- 1959: hizo el sulfuro de cadmio cristalino
- 1960: hizo los materiales extensos para el silicio
- 1962: fabrica el primer horno monocristalino llamado TDK en China
- 1962: fabrica el primer silicio monocristalino sin malposición en China
- 1962: se produce el primer antimoniuro de indio monocristalino con la mayor purificación
- 1962: primer arseniuro de galio monocristalino
- 1963: fabrica el primer láser semiconductor en China
- 1963: fabrica silicio altamente purificado y recibe el segundo premio de los Logros Nacionales en Ciencia y Tecnología
- 1964: Diseña el proceso de hacer silicio con baja malposición y recibe el segundo premio de Los Logros Nacionales de Ciencia y Tecnología
- 1974: fabrica el primer arseniuro de galio monocristalino sin malposición
- 1978: recibe el CAS Logros Importantes del Premio de Ciencia y Tecnología
- 1981: fabrica el circuito integrado y recibe el CAS Logros Importantes del Premio de Ciencia y Tecnología
- 1986: realiza el circuito integrado SOS-CMOS y recibe el tercer premio de Los Logros Nacionales en Ciencia y Tecnología
- 1989: investigación sobre el extenso material GaInAsSb/InP y recibe el segundo premio de Los Logros Nacionales de Ciencia y Tecnología
- 1989: realizó con éxito el experimento de fundir el arseniuro de galio en satélites artificiales y recibe el tercer premio de Los Logros Nacionales de Ciencia y Tecnología
- 1990-1991: recibió el tercer premio de Los Logros Nacionales de Ciencia y Tecnología cuatro veces
- 1991: hizo un satélite con cinco circuitos diferentes del circuito integrado SOS-CMOS
- 1992: hizo el fosfuro de indio monocristalino
- 1998: hizo células solares de arseniuro de galio licuando los materiales extensos
- 1990-2000: lideró la investigación en SIC, material de GaN y planteó la nueva tecnología de crecimiento en materiales de alta temperatura

## Actividades políticas[3]
- 1962: vicepresidenta de la Federación Juvenil de toda China
- 1964: diciembre, diputada al congreso de la Tercera Asamblea Popular Nacional y miembro permanente de la Comisión del congreso de la Asamblea Popular Nacional
- 1975: enero, diputada al congreso de la Cuarta Asamblea Popular Nacional
- 1978: febrero, diputada al congreso de la Asamblea Popular Nacional
- 1978: hasta septiembre de 1983, miembro de la federación de Mujeres de toda China (ACWF)
- 1978: miembro del comité del Instituto chino de Electrónica (CIE)
- 1979: julio, directora gestora del Instituto chino de Electrónica (CIE)
- 1980: abril, segunda vicepresidenta de la Asociación China para la Ciencia y Tecnología (CAST)
- 1981: mayo, directora gestora del departamento de tecnología de la Academia china de Ciencia (CAS)
- 1982: septiembre, delegada de la Duodécima Conferencia Nacional del Pueblo celebrada por el Partido Comunista de China (CCP)
- 1983: mayo, diputada al congreso de la Sexta Asamblea Popular Nacional
- 1986: tercera vicepresidenta de la Asociación China para Ciencia y Tecnología (CAST)
- 1988: marzo, diputada en la Séptima Asamblea Nacional Popular y miembro de la Comisión permanente del congreso de la Asamblea Nacional Popular
- 1988: Directora honoraria del Instituto chino de Electrónica (CIE)
- 1991: cuarta vicepresidenta de la Asociación China para Ciencia y Tecnología (CAST)
- 1993: marzo, diputada en la Octava Asamblea Nacional Popular y miembro de la Comisión permanente del congreso de la Asamblea Nacional Popular
- 1996: Directora del Laboratorio Nacional Clave en microgravedad

## Algunas publicaciones[7]
- Dislocations Y Precipita en Semi-Galio Aislante Arsenide Reveló por Ultrasónico Abrahams-Buiocchi Aguafuerte[8]
- Defectos estequiométricos en Semi-Aislantes GaAs[9]
- Interfaz Roughness Esparciendo en GaAs-AlGaAs Modulación-Dopado Heterostructures[10]
- Crecimiento de GaAs Cristales Solos en Gravedad Alta[11]
- Mejora de Estequiometría en Semi-Galio Aislante Arsenide Crecido bajo Microgravity[12]
- Magnetospectroscopy De Atado Phonons en Pureza Alta GaAs[13]
- Influencia de #DX centros en el AlxGa12xAs barrera en la densidad de temperatura baja y movilidad del gas de electrón bidimensional en GaAs/AlGaAs modulación-dopado heterostructure[14]
- Influencia del semi-aislante GaAs Schottky plataforma en el Schottky barrera en la capa activa[15]
- Backgating Y Sensibilidad Ligera en GaAs Metal-Transistores de Efecto de Campo de Semiconductor[16]
- Dependencia de Energía del fotón de SW Efecto en α-Si:H Películas[17]
- Irradiación de neutrón-Método de Medida Basado Infrarrojo para Interstitial Oxígeno en Fuertemente Boro-Silicio Dopado[18]
- Propiedades y Aplicaciones de GaAs el cristal Solo Crecido bajo Microgravity Condiciones[19]
- Resultados preliminares de GaAs Crecimiento de Cristal Solo bajo Condiciones de Gravedad Alta[20]
- Distribuciones espaciales de Impurezas y Defectos en Te-y Si-dopó GaAs Crecido en un Entorno de Gravedad Reducido[21]
- Microdefects Y uniformidad eléctrica de InP annealed en fósforo y hierro phosphide ambiances[22]
- Formación, estructura y fluorescencia de CdS grupos en un mesoporous zeolita[23]
- Fabrication De novel doble-hetero-epitaxial SOI estructura Si/γ-Al2O3/Si[24]
- Photostimulated Luminiscencia de grupos de plata en zeolita-Y[25]
- Caracterización de defectos y uniformidad de oblea entera de annealed undoped semi-aislante InP obleas[26]
- Muy abajo-presión VLP-CVD crecimiento de calidad alta γ-Al2O3películas encima silicio por multi-proceso de paso[27]
- Alguna observación nueva en la formación y propiedades ópticas de CdS grupos en zeolita-Y[28]
- Absorción spectra de Segrupos de 8 anillos en zeolita 5Un[29]
- Crecimiento de GaSb y GaAsSb en la región de fase sola por MOVPE[30]
- Crecimiento y propiedades de pureza alta LPE-GaAs[31]
- Centros de color nuevo y photostimulated luminiscencia de BaFCl:Eu2+[32]
- Channeling Análisis de self-implantado y recrystallized silicio encima zafiro[33]
- Semi-Aislante GaAs crecido en espacio exterior[34]
- Irradiación de neutrón indujo photoluminescence de cristal de silicio crecido en hidrógeno ambiental[35]
- La influencia de grosor en propiedades de GaN buffer capa y fuertemente Si-dopó GaN crecido por metalorganic vapor-fase epitaxy[36]
- La dependencia de índice de crecimiento de GaN buffer capa encima parámetros de crecimiento por metalorganic vapor-fase epitaxy[37]
- Self-Organización del InGaAs/GaAs puntos cuánticos superlattice[38]
- Thermoluminescence De CdS grupos en zeolita-Y[39]